# ضريح أعلى حضرت
ضريح أعلى حضرت، هو ضريح مبني على قبر الشيخ أحمد رضا خان ويقع في مدينة بريلي في ولاية أتر برديش، الهند. أحمد رضا خان كان عالم سني من القرن التاسع عشر، وكان معروفًا بمعارضته القوية للوهابيين في الهند.
صُممت قبة الدرقاعة من قبل الشاه محمود جان قادري والتي رسم تصميمها باستخدام أعواد الثقاب المحترقة لأنه لم يكن يمتلك قلمًا، وقد استلهم النقوش البيضاء والسوداء التي على القبة من تصميم المئذنة الجنوبية الشرقية في المسجد النبوي في رمزية منه لجهود الإمام أحمد رضا خان في بيان رفعة مقام رسول الله ﷺ ومواجهة أعدائه، وقد ساهم محمود جان حينها بمبلغ عشرة آلاف روبية وأقام في بلدة بريلي إلى أن اكتمل بناء الضريح.